# Chaenophryne longiceps
Chaenophryne longiceps е вид лъчеперка от семейство Oneirodidae. Видът не е застрашен от изчезване.

## Разпространение и местообитание
Разпространен е в Австралия, Гибралтар, Ирландия, Исландия, Канада, Нова Зеландия и САЩ.
Обитава крайбрежията на океани, морета и заливи в райони с тропически и умерен климат. Среща се на дълбочина от 230 до 1000 m, при температура на водата от 3,4 до 18,3 °C и соленост 34,5 – 36,5 ‰.

## Описание
На дължина достигат до 20,7 cm.